# 岩重慶一
岩重 慶一（いわしげ けいいち、1947年 - ）は、日本の社会運動家。NGOのHAB21イルカ研究会を設立し、代表を務める。メコン川イルカ保護と地域振興における海洋政策研究、イルカと人間の心の成長を科学する(イルカセラピー）研究者。東京海洋大学研究者学者、西南学院大学研究者。鹿児島県出身。

## 来歴
岩重英子郎の長男として生まれる。鹿児島市立荒田小学校、甲南中学、鹿児島県立甲南高等学校卒業後、1968年、下関市立大学経済学部に入学後退学し、西南学院大学経済学部に入学。1972年三菱信託銀行に入行。神戸支店などを経て財務相談部ライフプラン企画営業推進役・財務コンサルタントを務める。イルカ研究者として、後に日本鯨類研究所大隅清治顧問、国立博物館館長・山階鳥類研究所所長林良博教授に従事してメコン川イルカ調査研究に携わる。続いて1998年に東京水産大学大学院水産学研究科資源管理学へ社会人入学。
2001年修了と同時に、銀行を退職し同大学の地域共同研究センターで客員教授を務め、地域連携分野の研究活動を推進。　　
2004年、鹿児島市市長選に出馬。7,747票を集めるも、10万票を越す当選ラインには至らず。落選後、三井不動産販売株式会社（現三井不動産リアルティ）に入社。
2006年、東京海洋大学大学院後期博士課程に社会人入学。同大海洋技術研究科応用環境システム学専攻でカンボジアにおけるメコン川イルカと地域振興を研究。
2007年、横浜市議会議員選挙に出馬。2,500票余りを集めるも、落選。2011年3月東京海洋大学大学院博士課程所定単位取得。日本ペット&アニマル専門学校講師(ヒトと動物の関係学担当)。
2012年4月、新設大学のタイケン学園特任教授として社会連携担当。
2014 年9月、三井不動産リアルティ株式会社退職。私塾のメコン川イルカの学校とHAB21イルカ研究所会代表として研究とイルカ体験を通して学生たちにイルカトレーナー育成とヒトを人間にする教育活動に専念する。
2016年はメコン川イルカ保護活動20年以上継続。

## 受賞歴
- 第4回日本水大賞奨し、「ヒトの教育の会」理事として子育て2教育のための生物学的研究活動は継続する。
- 1998年6月、横浜市環境保全市民活動賞
- 1998年12月、神奈川県ちきゅう環境市民活動省
- 2000年12月、東京郵政局国際協力作文コンクール貯金部長賞
- 2001年6月、カンボジア国国際環境貢献賞
- 2001年8月、カンボジア国フンセン首相感謝状
- 2013年、横浜市神奈川区写真展かめのこ大賞受賞「朝焼けのポートサイド公園」
- 2013年10月、第28回国民文化祭・やまなし富士山絵画展入選「富士山とランナーズ」F20号
- 2014年10月、第29回国民文化祭・秋田美術展写真入選「ハワイの新婚さん」
- 2014年12月、第25回日本写真作家協会JPA展入選「レッツスイミング」
- 2014年8月、日美展水彩画秀作受賞「ハワイのマラソン」
- 2015年8月、日美展水彩画秀作受賞「桜島のマラソン」

## 市民環境教育活動
- イルカやクジラを通じて、子供たちに動物と共生することを教えたいと、1990年に高校の同級生とHAB21イルカ研究会を発足、「イルカの学校」の代表に就任。1993年から伊豆諸島御蔵島周辺の野生のイルカと交流する御蔵島、和歌山県の太地町での「イルカの学校」スタディツアーを行う。海外ではメコン川に生息するカワゴンドウの絶滅化を救援するための保護運動展開。メコン川イルカ保護教育基金の代表
- 1997年自ら絵と文を手がけた絵本「おでこちゃんとイルカのねがい」を自主出版。その後、三菱信託銀行研修会社(アップルプランニング)からカンボジア・メコン川イルカ保護キャンペーンとしてカンボジアに「わたしたちはイルカの学校をつくった」を出版し、イルカ保護活動を支援。
- 続いて2004年、日本評論社から「イルカの学校」を出版。夏休みには、子どもたちの「心のストレス解放」を目的にイルカと交流する「心の授業」を提供している。イルカの子育てを参考に人間の子育てを科学的に解明する「心の授業」を目指す。全国からの子育て相談とイルカから見た教育の講演に応える。
- 2009年1月、続刊「イルカと遊ぶ」を日本評論社より出版。人とイルカとヒトの交流を科学的に明らかにしてストレスのチェック方法を教える。この本で、自然の中で自分を取り戻し人間らしく生きることこそ心を解放できるというレジリエンス能力の引き出し方から、イルカと人の交流現場を24話にまとめた。
- カンボジアのイルカのほかオーストラリア、ニュージーランド、パラオなどの話も紹介している。これら4冊の本の収益を、カンボジア・メコン川イルカ保護基金へ充てイルカの絶滅防止とイルカと心の健康などの活動を支援している。
- また東京大学教授・林良博らとメコン川でカワゴンドウの調査を行い、現地で開いた第1回国際会議で、流域40キロをイルカ保護区にする決議を提案した。その後、横浜で第2回国際イルカ会議を主催し、同年同会は第6回横浜環境保全活動賞を受賞。また同年春から東京水産大学で、「野生イルカの生息環境への対応 - 御蔵島におけるイルカの行動と環境について」を研究。カンボジア・クラチエで地元の人々に資源を損なわない漁法やイルカの生態を教える"イルカ塾"を開く。日本とカンボジアのイルカを通した観光を中心にした村づくりを実現した。
- HAB21イルカ研究会とカンボジア政府の共同研究活動について2010年4月10日に、東京海洋大学キャンパスの鈴木善幸ホールで15周年を記念シンポジウム「カンボジアのイルカを考える」を開催した。*2006年、東京水産大学客員教授を経て東京海洋大学大学院に再度社会人入学し海洋文化観光学について学ぶ。
- 2012年1月、カンボジア政府メコン川イルカ保護委員会とWWFカンボジア共催のイルカ保護に関するワークショップに参加。宣言書が採択された。
- 2001年に建設したHAB21イルカ保護センターはイルカ解剖室やイルカ観光事務所、政府漁業局分室として活動。HAB21クラチェ代表のSEAN KIN漁業局長に管理委託し、市民のための運営と活動を継続。日本とカンボジアの国際交流のためのハブ(拠点)として人材教育と環境教育を目指している。

## 政治活動
2004年11月、岩重は故郷の鹿児島市長選に出馬、2006年、市民活動の拠点である横浜市金沢区で市議選に出馬。医療と福祉をテーマに挑戦。いずれも落選。これまでの市民活動を政治に反映させたい気持ちが政策づくりにあらわれ出馬の動機だった。

### これまでの政策、岩重マニフェストの内容
- だれのための市政ですか。
- なぜ、市政に特定の組織や団体がかかわるのでしょうか。
- 市政の節約と情報公開
- 本気の市政改革

## 役職など
- ヒトと動物の関係学会評議員
- ヒトの教育の会理事
- HAB研究所代表
- HAB21イルカ研究会代表
- 日本ペット&アニマル専門学校特別講師

## 受賞歴
- 神奈川県地球環境賞1998年12
- 横浜市市民環境活動賞同年6月
- カンボジア国際環境貢献賞2001年６月
- 第４回日本水大賞奨励賞2002年5月平成14年

## 主な著書
- 『イルカの学校』（日本評論社）
- 『イルカと遊ぶ』（同社、2009年1月発刊）

イルカの生態や行動を、だれにでもわかりやすくイラスト入りで紹介。イルカが人を癒やす不思議な力によって自分らしい人生を取り戻すヒントを提供している。
- 絵本『おでこちゃんとイルカのねがい』（HAB研究所）

## 論文・投稿雑誌など
- 岩重慶一『御蔵島のイルカを中心にした地域振興』（2000年、東京水産大大学院論文）
- 東京水産大学同窓会誌『楽水』（No.828 July 2009年、メコン川イルカと地域資源研究）
- 『Ship&OceanNewsLetter』（2009年6月 216号、「イルカからのSOS」）
- 『世論時評』（2009年5月号、「イルカの絶滅危機」）
- 国際人流第28巻第5号336号イルカの学校2015年5月
- 〃　　　第7号338号豊島海洋塾2015年6月
- 日本教育新聞第1360号感性教育2015年10月12日
- 〃　　　　　　1361号野生動物との共存〃10月19日